# Kishtwar
Kishtwar est une ville indienne située dans le district de Kishtwar dans le territoire du Jammu-et-Cachemire. En 2011, sa population était de 14 865 habitants.